# Біо (одиниця вимірювання)
Біо (англ. Biot) або абампер (англ. Abampere) — одиниця вимірювання сили струму в абсолютній електромагнітній системі одиниць (СГСМ), запропонованій для магнітних вимірювань. Позначається як Бі. Названа на честь французького вченого Жана-Батіста Біо.

## Визначення
За 1 Бі прийнята сила постійного струму, яка у вакуумі в двох прямолінійних паралельних провідниках нескінченної довжини і нехтовно малого кругового перерізу, розташованих один від одного на відстані 1 см, викликає силу взаємодії між цими провідниками у 2 дини на 1 см довжини. Зв'язок з одиницею системи SI: 1 Бі = 10 А.
Маловживана одиниця. Інформація про використання цієї одиниці вимірювання в економіці України, в тому числі до набуття незалежності, відсутня.